# Immoderatus foldvarii
Immoderatus foldvarii är en tvåvingeart som beskrevs av Papp 2004. Immoderatus foldvarii ingår i släktet Immoderatus och familjen hoppflugor.
Artens utbredningsområde är Thailand. Inga underarter finns listade i Catalogue of Life.